# Aspila obscura
Aspila obscura là một loài bướm đêm trong họ Noctuidae.